# 정욜
정욜(1978년 10월 19일~)은 대한민국의 인권 운동가, 시민 운동가이자 사회기관단체인이다. 한때 제빵 회사의 직원으로 6년간 근무하였으며, 동성애자인권연대의 창립 멤버이자, 대표를 역임했다. 동성애자 인권 운동과 에이즈 감염자 인권 운동을 하고 있다. 곽이경, 장병권, 육우당 등과 함께 동성애자인권연대의 주요 멤버의 한 사람이기도 하다.
대학 재학 중 성적 지향을 깨달았고, 동성애자 인권 단체에서 활동하였다. 1997년 가을에 커밍아웃을 하고, 이후 동성애자인권연대에 참여하여 활동하였다. 군 복무 중 성적 정체성 문제로 불이익을 당하였으며, 제대 후 제빵, 도넛 회사에서 7년간 근무하였다.
2002년부터 곽이경, 육우당 등과 함께 동성애를 청소년 유해단어 지정을 폐지하는 운동을 추진하였다. 2004년부터는 반전(反戰) 평화 운동과 에이즈 감염자 인권 운동에도 동참하였고, 2011년부터는 '인권재단 사람'의 사무처 직원으로 활동하였다. 2012년에는 통합진보당 성소수자위원회 위원장이 되었다. 2011년 6월에는 게이의 일생을 다룬 다큐멘터리 영화 종로의 기적에도 출연했다. 후에 정민석으로 개명했다.

## 생애

### 초기 활동

#### 생애 초반
본명은 정욜로 나중에 정민석으로 이름을 바꾸었다. 하지만 지금도 정욜이라는 원래 이름으로 활동하고 있다. 그의 이름 욜은 튀르키예어로, ‘욜(Yol)’은 길 또는 인생의 항로를 뜻한다. 청소년기에 성 정체성을 알게 되었고, 고등학교에 다닐 때도 또래 친구들과 뭔가 다르다는 느낌을 가진 적은 있었지만, 정씨는 그 때마다 남들과 취향이 달라서 그러겠거니 하면서 대수롭지 않게 넘겨 버렸다고 한다. 동성애자로서의 ‘성 정체성(sexual identity)’을 발견한 것은 대학에 입학한 뒤의 일이다.

#### 청년기
1997년 어느 가을날, 다방면의 책을 읽으면서 자신이 동성애자일 수도 있다는 사실을 어렴풋이 깨달아가고 있던 그 무렵, 정씨는 대학 교정에 나붙은 동성애자들의 모임을 알리는 대자보를 발견했다.
| “ | 믿고 따르던 선배들도 제가 동성애자라는 얘기를 듣고는 이상한 시선으로 바라보더군요. 나는 아무렇지도 않은데 주변 사람들이 나를 낯설게 대하는 풍경들…. 그건 당사자가 아니면 상상하기 어려운 고통입니다. 이쯤에서 나의 실체를 드러내지 못하고 멈춰 버리면 또 다시 고립된 공간으로 들어가야 한다는 생각이 들었어요. 마지막 벼랑에서 구원의 줄을 잡는 심정으로 문을 두드렸고 그곳에서 새로운 삶을 발견한 거죠. | ” |

그리고 얼마 후 대학가 부근의 반지하 자취방에 모여든 20여 명의 성적 소수자들 틈에 정씨도 끼어 있었다. 정씨는 이날 모임에 나갈 것인가 말 것인가를 놓고 긴 시간을 고민했지만, 막상 찾아간 뒤에는 자신이 혼자가 아니라는 생각에, 막혔던 것이 툭 터지는 듯한 희열을 맛보았다고 한다.
군대에 입해, 군 복무 시절 성 정체성이 드러나 복무 중 정신병원에 반강제적으로 수용되기도 하였다. 군 복무 중 어느 날 동성애자로부터 날아온 연애편지가 공개되면서 아주 특별한 존재가 되었다. 자신은 동료들에 대해 아무런 감정도 느끼지 못했지만, 남들은 “네가 젊은 군인들을 그냥 두겠느냐?”며 거리를 두었다. 결국 정씨는 우여곡절 끝에 정신병원에 2개월 가까이 수용돼 의병제대 대상자에 오르기까지 했다.
| “ | 정신병자임을 인정하면 제대를 시켜 주겠다고 하더군요. 하지만 그럴 수는 없었어요. 저는 동성애자가 어떻게 정신병자일 수 있느냐고 항의했지만 벽에다 대고 소리를 지르는 것이나 다름없었습니다. 저녁 무렵이면 ‘마음에 드는 간호장교가 있느냐?’는 질문을 받고, 무슨 약인지도 모르고 받아먹어야 했고, 강제로 AIDS 검사를 받는가 하면 독방에서 혼자 잠을 자야 했어요. | ” |

제대 이후 한때 생계를 위해 위해 제빵사가 되기로 하고 만드는 일을 배웠으나 중도에 포기하였으며, 대신 유명 도넛 회사에서 7년 동안 제빵회사 사무직으로 일했다. 동성애자인권연대 창립 초기부터 청소년 성소수자와 HIV/AIDS 감염인 인권 문제에도 참여하였다.

### 인권 운동과 사회 운동

#### 동인련 활동 초기
1998년 8월 동성애자인권연대(약칭 동인련)의 창립에 참여하였다. 초기에 그는 홍보국장 겸 선전국장에 임명되었고, 2001년부터는 동인련 2001 대학캠프기획단장과 기관지 다이크6호 편집인, 동인련 신입교육담당을 맡아보았다.
2002년 10월 31일 동성애자 웹커뮤니티 '엑스존'이 청소년유해매체로 규정된 것에 대해 성 소수자 인권단체에서는 인권위의 의견을 물었다. 지난해 8월 1심 패소 이후 '엑스존'사건에 대한 항소심이 진행되고 있는 가운데, '동성애'를 청소년유해매체의 판단기준으로 삼고 있는 청소년보호법 시행령이 인권의 원칙에 맞지 않는다는 의견을 재판부에 제출해 줄 것을 요청한 것이다. 10월 13일 위원회는 이 요청에 대해 "현재 관련 진정사건이 검토 중에 있"으니 결정이 나올 때까지 기다리라는 취지의 답변과 함께, "엑스존에 대한 유해매체 고시처분은 '음란'을 사유로 하고 있으므로 '법률상'의 문제가 아니라 '사실상'의 문제"라고 답했다. 이에 동성애자인권연대의 정욜 대표는 "위원회가 다른 국가기관을 의식해서 동성애에 대한 적극적 판단을 회피한 것으로 볼 수밖에 없다"며 위원회의 '눈치보기'를 비판했다.

#### 동인련 대표
2002년에는 고승우 활동가의 구속으로 공석이 된 동인련 사무국장을 맡아보다가 2002년 임태훈의 사퇴로 공석이 된 동인련 대표를 맡게 되었다. 2002년 가을부터 그는 동성애자인권연대의 대표를 맡아 국가인권위에 두 건의 진정을 접수했다. 첫째는 동성애 사이트를 퇴폐·음란 사이트로 구분한 ‘청소년보호법시행령 청소년 유해 매체물의 심의기준(이하, 심의기준)’에 대한 문제제기였다.
2002년 11월 한나라당 김홍신 의원의 대표발의로 여야의원 20명이 ‘성전환자의 성별변경에 관한 특례법안’을 국회에 제출하였다. 그는 성소수자에 대한 특별법 제출을 지지하였다. 이때 정욜 동성애자인권연대 대표는 “성전환자 중에는 성전환수술을 원하지 않거나 수천만원의 수술비 부담 때문에 수술을 받지 못한 사람도 있다”며 “성적 자기결정권을 존중해 수술을 받지 않은 성전환자도 본인이 원하면 호적정정을 할 수 있도록 길을 터주어야 한다”고 주장했다.

#### 동성애 유해결정 폐지 운동
2002년 가을 이후 그는 청소년보호위원회에서 청소년 보호법에 동성애를 금칙어로 지정 철회 운동을 추진했다. 당시 P회사가 ‘심의기준’에 따라 만든 음란물 차단 프로그램은 전국의 PC방에 설치돼 동성애 사이트에 대한 접근을 차단했고, Y포털 사이트는 ‘동성애’라는 단어를 성인 전용 검색어로 지정해 청소년들의 접근을 막았다. 이때 그는 이 문제를 사회적 의제로 끌어내기 위해 다른 동성애자 인권단체들과 함께 정보통신윤리위원회를 방문해 항의시위를 벌이는가 하면, 인터넷 사이트 파업을 주도하기도 했다.
이후 육우당 등 소수의 동성애자들 외에도 인권 운동가들이 동참하기 시작했다, 국가인권위는 2003년 3월 정씨의 진정과 관련해, “동성애 자체를 청소년유해매체물 심의기준으로 둔 것은 성적지향에 의한 차별”이라는 결정을 내리고 청소년보호위원회에 청소년 유해 매체물 심의기준에서 ‘동성애’ 문구를 삭제할 것을 권고했다. 그러나 일부 종교계에서는 사탄, 소돔과 고모라를 언급하면서 격렬하게 반발했고, 그는 이들의 주장을 논파하였다.

#### 반전 운동 참여
2003년 2월부터는 반전 평화 운동에도 참여하였다. 당시 그는 "에이즈 관련 집회에 나갔는데 우리 때문에 이미지가 안 좋아진다는 말이 있었다. 노동자 집회에 나갈 때에도 깃발을 내리고 나갔다. 그래도 얼마전 반전 집회에는 처음으로 동성애자임을 밝히고 나갔는데 자신감을 얻었다"고 밝혔다. 2003년 4월 26일 오후 3시께 동성애자인권연대의 상근 직원인 육우당의 시신을 발견하였다. 이후 충격을 받은 동인련 회원들 등을 수습하였다. 이때 윤현석의 시신을 처음 발견한 정욜 대표는 차분하게 회원들을 다독이고 있었지만, "적지 않은 충격을 받았다"고 언론에 털어놨다.
그해 7월 기독청년단체들과 함께 한기총에 육우당 자살에 대한 사과를 요청하였으나 거절당했다. 기독교 신자이기도 한 동성애자인권연대 정욜 대표는 "동성애자들이 정체성 문제로 고민하다 마지막으로 신앙에 의지하는 경우가 많은데, 한국 교회가 이들을 오히려 밀어내고 있는 형국"이라며 교회의 변화를 촉구했다. 9월 28일 반전 집회에는 연사의 한 사람으로 참여하여 한국 전투병의 이라크 파병 반대 입장과 전쟁 반대 입장을 밝혔다. 이날 정욜 동성애자인권연대 대표는 연설에서 "국가에서 동성애를 '변태행위'라고 하는데, 부시의 이라크전쟁이나 노무현 대통령의 파병이야말로 변태"라고 말해 박수를 받았다. 2004년 다시 제빵사가 되기로 하고 동인련 대표직을 물러났으나 적임자가 없어 다시 동인련 대표로 유임되었다.

#### 성 소수자 차별 철폐 운동
2003년 그는 꾸준히 청소년 보호법에서 성 소수자 차별 조항의 철폐를 촉구하였다. 2004년 2월 2일 청소년보호위원회(아래 청보위)는 청소년보호법시행령 제7조의 '청소년유해매체물의 심의기준'에서 "수간을 묘사하거나 혼음, 근친상간, 동성애, 가학, 피학성음란증 등 변태성행위, 매춘행위 기타 사회통념상 허용되지 아니한 성관계를 조장하는 것" 중 '동성애' 삭제를 입법예고 했다. 동성애자인권연대의 정욜 대표는 “청보위의 결정을 환영한다“면서 “그러나 정부가 사이트내의 게시물을 문제삼을 가능성은 있으므로, 동성애 관련 사이트가 전반적으로 허용될 지 여부는 좀 더 지켜봐야할 것”이라고 밝혔다. 그러나 정욜 대표는 "법 개정을 통해 동성애 조항이 삭제되더라도 상징적인 것일 뿐이지 청소년을 보호한다는 미명 하에 국가가 동성애 관련 표현물에 미치는 영향력은 여전할 것"이라고 내다 봤다.
2006년부터는 군 복무 중 동성애자(게이, 트랜스젠더)라는 이유로 차별당하는 남성들의 상담, 조언을 맡기도 했다. 2006년 2월 8일에는 최초로 A씨를 상담한 정욜 동성애자인권연대(동인연) 활동가는 “피해자는 처음에는 전혀 전역을 고려하지 않았고, 군대에서 잘 적응하기 위해 노력했다”며 “단지 군대 생활에서 몇가지 어려운 점이 있었고, 이를 솔직히 말하고 해결하고 싶어했다”고 전했다. 정욜 활동가는 이어 “그러나 원치 않게 자신이 동성애자라는 사실이 알려진 이후 피해자는 온갖 인권침해와 성폭력에 시달려야만 했다”며 “더 이상 견딜 수 없었던 피해자는 부대 측의 요구에 응할 수밖에 없었다”고 설명했다. 또 그는 “피해자를 만났을 때 그는 이미 자살을 결심하고 있었다”며 당시 피해자의 심각한 상황을 전했다.

#### 현혈문진표 동성애자 차별조항 철폐
2004년 2월 4일 <한겨레신문>의 '여성동성애 에이즈감염 첫 확인', '남성동성애자 28% 헌혈경험'(1월 8일자) 보도를 규탄하는 8개 단체 공동기자회견에 참여하였다. 이날 <한겨레>는 정욜 동성애자인권연대 대표와의 전화통화에서 "공문을 보내면 일주일 이내에 답을 하겠다"고 약속했다. 2004년 2월부터 그는 에이즈 감염자 인권단체인 HIV.AIDS 인권연대 나누리에도 참여하여 활동했다. 또한 동인련 역시 이때부터 HIV.AIDS 인권연대 나누리의 에이즈 감염자 인권활동을 지원하게 되었다.
이후 그는 헌혈문진표에 동성애자를 차별하는 내용이 들어 있다는 내용에 대해 국가인권위원회에 진정하였다. 실제로 현재 헌혈문진표에는 ‘동성이나 불특정 이성과 성 접촉이 있었다’는 부분이 포함돼 있다. 정씨는 “동성애와 AIDS가 무관하다는 것이 다양한 연구를 통해 입증되고 있음에도, 동성간 성 접촉이 있었다는 사실만으로 AIDS 바이러스에 감염될 수 있는 것처럼 해석할 수 있는 질문을 문진표에 포함시키는 것은 동성애자에 대한 인격적 모욕”이라며 헌혈 당국의 조속한 문구 개정을 촉구했다. 국가인권위는 이 진정사건과 관련해, 2004년 8월 “합리적인 이유 없이 성적 지향을 이유로 평등권을 침해하는 차별행위”라고 인정했다.
2005년 1월 18일 오후 2시 국회 도서관 강당에서 열린 민주노동당 주최 '성 인지적 정책 생산 및 예산 교육에 참여하였다. 교육을 지켜본 정욜 동성애자인권연대 대표는 "진보진영 안에서 성소수자에 대한 소통이 막 시작된 것 같아 기쁘다"며 "지금까지 동성애인권운동이 외부에 대해 소극적 방어를 했지만 이제 적극적으로 정책 생산을 고민해야 한다"고 주장했다. 이날 정 대표는 "대선과 총선 과정에서 다른 당에도 질의서를 보냈지만 가족제도와의 충돌이나 사회적 합의 미비 등을 이유로 별다른 답변을 하지 않았다"며 "민주노동당은 성소수자 정책을 고민하는 유일한 정당"이라고 강조했다.
2005년부터 2006년까지 잠시 동인련 대표로 사무국장직을 겸임하였다. 2005년 5월 1일에는 진보계열 인사 82명과 함께 새 민중언론 창간 추진작업에 참여하였다.

### 사회 단체 활동
2007년 6월 1일 흥국생명 연수원에서 인터넷언론네트워크(blog.jinbo.net/newsnet) 주최 인터넷언론네트워크 정책워크샵:사회적 소수자와 대안미디어의 역할에 참석, "동성애 미디어"라는 주제로 발표하였다.
2007년 대선 기간 중 성소수사공동행동에 참여하였다. 12월 4일 동성애자인권연대, 성전환자인권연대 지렁이, 한국게이인권운동단체 친구사이, 한국레즈비언상담소, 한국성적소수자문화인권센터 등 23개 성소수단체로 구성된 '차별금지법대응및성소수자혐오차별저지를위한긴급공동행동'(성소수자공동행동)은 이명박 한나라당 후보, 정동영 대통합민주신당 후보, 이회창 무소속 후보 등 11명의 대선 후보들에게 성소수자 인권 당면과제에 관한 공개 질의서를 발송했다.
정욜 동성애자인권연대 활동가는 후보들이 답변서조차 보내지 않고 있는 것에 대해 "성소수자 정책과 관련한 후보들의 입장을 떠나서 대선 후보라면 최소한 유권자인 성소수자단체들의 질의에 답변을 하는 것이 최소한의 예의가 아니냐"며 "표에만 눈이 팔린 대선 후보들은 성소수자들을 유권자로도 보지 않고 있다는 사실을 확인했다"고 비판했다. 그는 이어 "대선 후보들은 우리를 유권자로 보지 않았지만, 그들의 이번 질의에 대한 태도를 성소수자 커뮤니티 안에 적극적으로 알려내 투표로서 후보들을 평가하겠다"고 덧붙였다.
2008년 1월 건강권 실현을 위한 보건의료단체연합(보건연합) 주최로 1월 25일부터 27일까지 3일간 서울대학교 보건대학원(혜화동)에서 개최된 ‘2008 보건의료 진보포럼’에 참석하였다. 1월 26일에는 정동만 건강사회를 위한 약사회 정책팀장이 ‘치료제 생산자, 제약회사가 생명을 위협하다’라는 주제로, 강신익 인제의대 교수가 그의 저서 ‘몸의 역사, 몸의 문화’를, 우석훈 성공회대 교수가 그의 저서인 ‘88만원 세대, 미래세대의 전망’을 주제로 강연한다. 이어 ‘사회, 보건의료운동에게 묻는다’라는 주제로 토르나(이주노조), 문현아(여성문화연구소), 윤상훈(녹색연합), 정욜(동성애지인권연대) 등의 토론자가 참여 해 보건의료운동과 사화운동과 연대를 주제로 토론하였다.
2009년 1월 지구지역행동네트워크(NGA/SF) 추진위원의 한 사람이 되었다. 2010년 1월에는 용산참사 철거민 범국민장의 장례위원의 한 사람으로 참여하였다. 그해 1월 9일 용산참사 철거민 장례식에 참석하고 돌아왔다.

### 인권재단 활동
2012년까지 동성애자인권연대의 대표였다. 2011년 5월에는 게이의 일생을 다룬 영화 종로의 기적에도 출연하였다. 그러나 영화 출연 이후 문자 폭탄에 시달렸다. 2011년 2월부터는 '인권재단 사람'의 인권위원과 사무처 직원이 되었으며, 인권센터 설립을 준비하였다.
2012년 동인련 대표직에서 물러나 동성애자인권연대 청소년자긍심팀장으로 전임되었다. 2012년 4월 통합진보당 성소수자위원회가 조직되자, 그는 통진당 성소수자위 위원장으로 추대되었다.

## 저서
- 《브라보 게이 라이프》(2011)

## 관련 자료
- 금기와 침묵을 넘어! 요구 관철을 위한 전략, 전술 필요 참세상 2006.04.11
- 이제는 에이즈 공포를 벗어던질 때 참세상 2007.02.28
- 국내·국제 투사들의 지지 목소리
- 四口一言 - '종로의 기적' 이혁상 감독,소준문,장병권,정욜의 미녀들의 수다 아시아경제 2011.04.27
- 나는 나로서 자유롭다 씨네21

## 같이 보기
- 대한민국의 성소수자 권리

## 참고 문헌
- 정욜, 《브라보 게이 라이프》 (나름북스, 2011)
- 이수현, 《우리 옆의 약자:이 땅에서 소수자로 살아가기》 (산지니, 2006)
- 한채윤, 《하느님과 만난 동성애》 (차별없는 세상을 위한 기독인연대, 2010)
- 지승호, 《후천성 인권 결핍 사회를 아웃팅하다:두려움에서 걸어 나온 동성애자 이야기》 (시대의창, 2011)
- 동성애자인권연대, 《작은무지개들의 비밀일기》 (동성애자인권연대, 2011)

## 참조
1. ↑  四口一言 - '종로의 기적' 이혁상 감독,소준문,장병권,정욜의 미녀들의 수다 아시아경제 2011.04.27
2. 1 2 3 4 5 6 7 8 9 10 11 12 13 14 15  동성애자 인권운동가 정욜씨의 삶 오마이뉴스 2005.02.18
3. 1 2 3  인권위, 누구 눈치 보나 오마이뉴스 2003.02.07
4. ↑  하리수의 벗들 “내게도 2를 ” 한겨레 2002.12.24
5. ↑  어리석은 자들의 진보적 인권운동 10년
6. ↑  한 동성애자의 죽음을 통한 절규 오마이뉴스 2003.04.29
7. 1 2  한기총, 동성애자 죽음에 공식사과 거절 오마이뉴스 2003.07.23
8. ↑  [사진] 대학로 반전집회 2천여명 성황 오마이뉴스 2003.09.28
9. ↑  서울시내 다시 울려퍼진 반전구호 오마이뉴스 2003.09.27
10. 1 2  '동성애' 심의 없어지나 프레시안 2004.02.24
11. ↑  동성애 ‘청소년 유해매체’서 뺀다 한겨레 2003.02.04
12. 1 2  “성관계 사진 찍어 동성애자 사실 입증해라” 참세상 2006.02.15
13. 1 2  <한겨레> '에이즈 기사' 규탄 기자회견 열려 오마이뉴스 2004.02.04
14. 1 2  헌정사상 첫 국회 성소수자 교육 열려 오마이뉴스 2005.01.18
15. ↑  “새 ‘민중언론’을 만들자!” 경향신문 2005.03.24
16. ↑  [알림] 인터넷언론네트워크 정책워크샵
17. 1 2 3  "대선후보들, 성소수자는 유권자도 아닌가?" 참세상 2007.12.13
18. 1 2  [알림] 한국사회와 보건의료의 전망을 말하자
19. ↑  '지구적 가부장체제' 맞설 새 대안운동 참세상 2009.04.18